# 1999 JZ5
1999 JZ5 är en asteroid i huvudbältet som upptäcktes den 7 maj 1999 av de båda japanska astronomerna Takeshi Urata och Yoshisada Shimizu vid Nachi-Katsuura-observatoriet.
Asteroiden har en diameter på ungefär 11 kilometer och den tillhör asteroidgruppen Hoffmeister.